# Dienstbüchlein

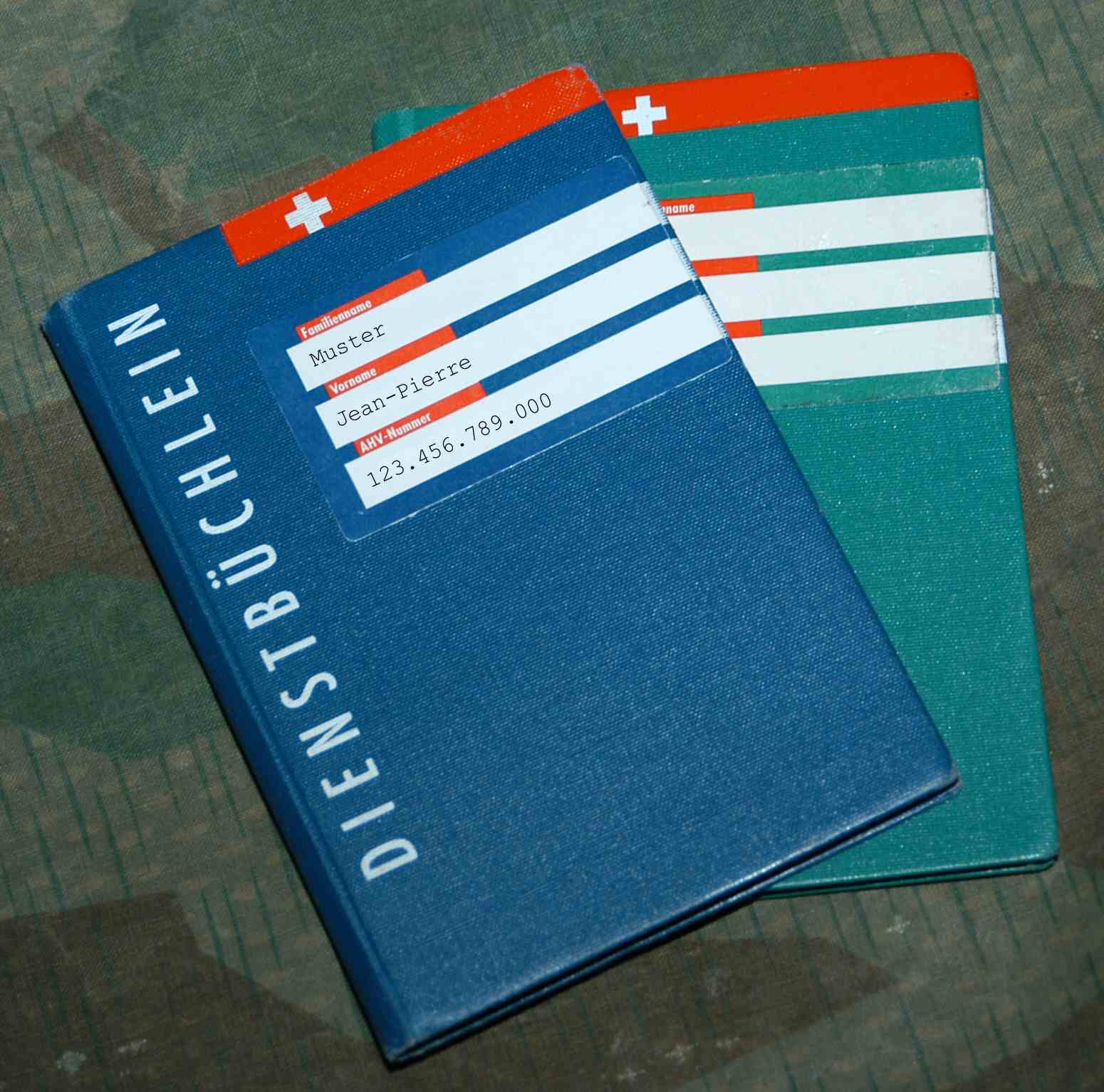
Blaues Dienstbüchlein sowie grüner militärischer Leistungsausweis.

Das Dienstbüchlein (DB) dient als Ausweis über die Absolvierung der Wehrpflicht und der Militärdienstpflicht in der Schweizer Armee, im Zivildienst und im Zivilschutz.
Jeder 18-jährige Schweizer sowie (freiwillig) jede Schweizerin, die in eine dieser Organisationen eingeteilt werden, erhält ein Dienstbüchlein. Das Dienstbüchlein ist bis zur Entlassung aus den verschiedenen Pflichten aufzubewahren und den berechtigten Behörden auf Verlangen vorzuweisen.
Das Dienstbüchlein dokumentiert grundsätzlich die gesamten Aktivitäten des oder der Wehrpflichtigen. Da das Dienstbüchlein unter anderem sportliche Leistungen oder Eintragungen über eingeschränkte Tauglichkeiten enthält, untersteht es dem Datenschutz.
Im Dienstbüchlein stehen ebenfalls die entsprechenden Weisungen, wer Einsicht in das DB haben darf oder wer befugt ist, Eintragungen vornehmen, zu verändern oder gar zu löschen.

## Alte und neue DB
Bis zur Armeereform 1995 gab es zwei Dienstbüchlein. Das Dienstbüchlein der Armee hatte einen grauen, das des Zivilschutzes einen gelben Schutzumschlag. Seit der Einführung des 3-tägigen Rekrutierungsverfahrens wird an die Stellungspflichtigen nur noch das kleinerformatige, in blau gehaltene, neue Dienstbüchlein abgegeben.
Als Ergänzung zum blauen Dienstbüchlein gibt es den grünen militärischen Leistungsausweis (MLA, teils auch Schiessbüchlein genannt), welcher über die  militärische Leistung in verschiedene Bereichen wie vordienstliche Ausbildungskurse, obligatorisches Schiessen, ausserdienstliche Wettkämpfe und andere mehr Auskunft gibt.

### Aufbau des alten Dienstbüchleins

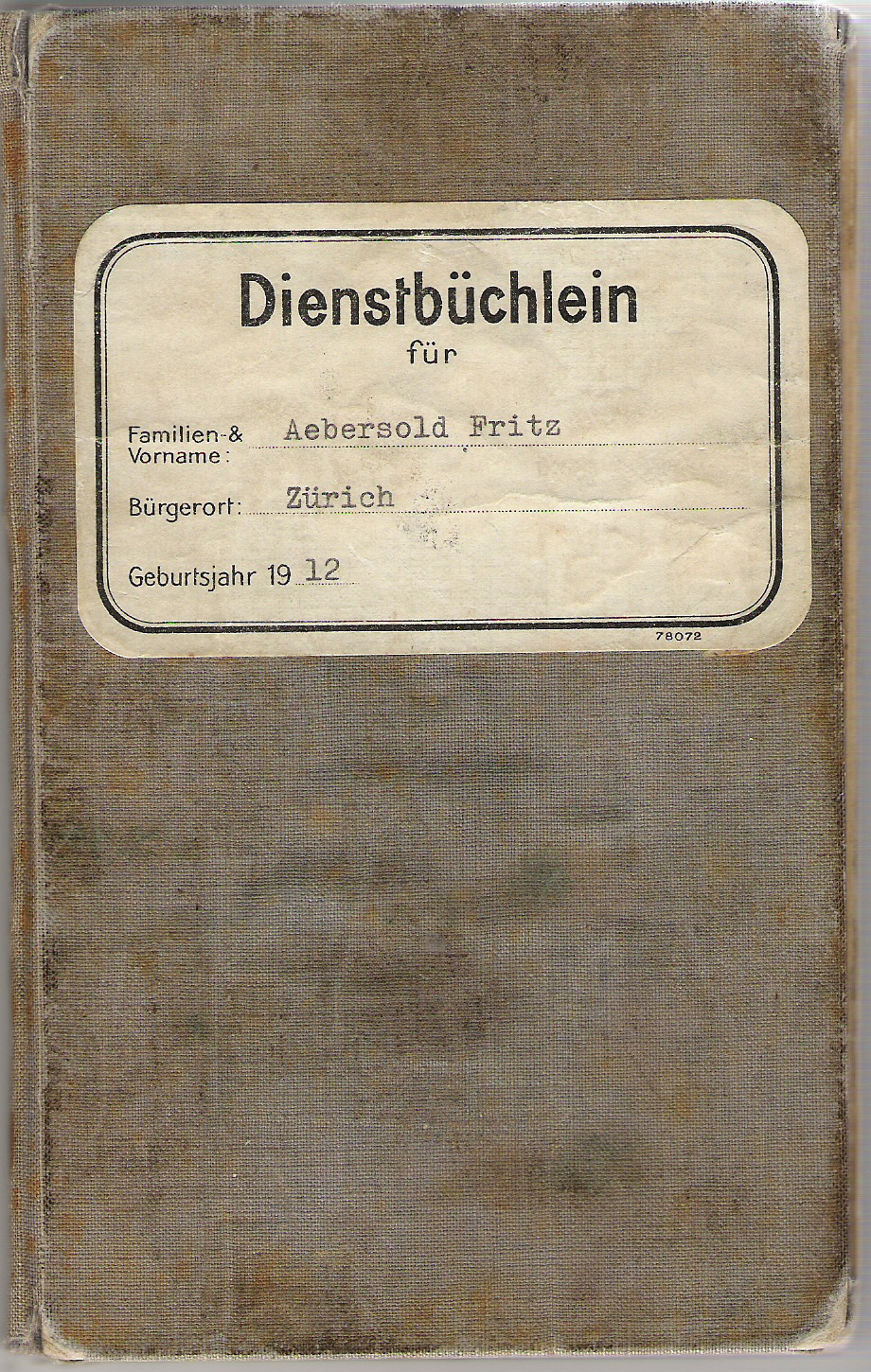
Dienstbüchlein von 1931 (Aushebungsjahr)

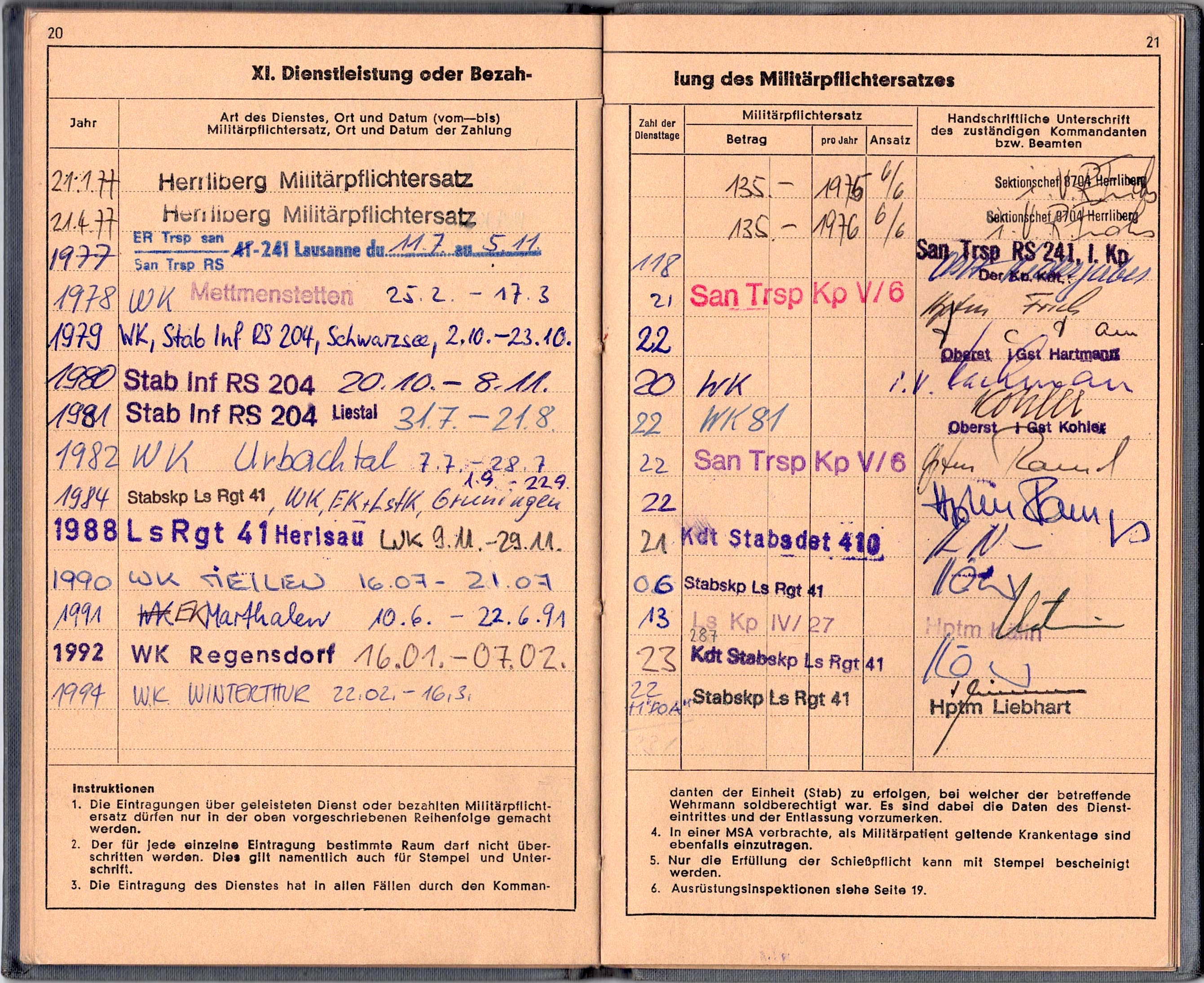
Dienstleistungen

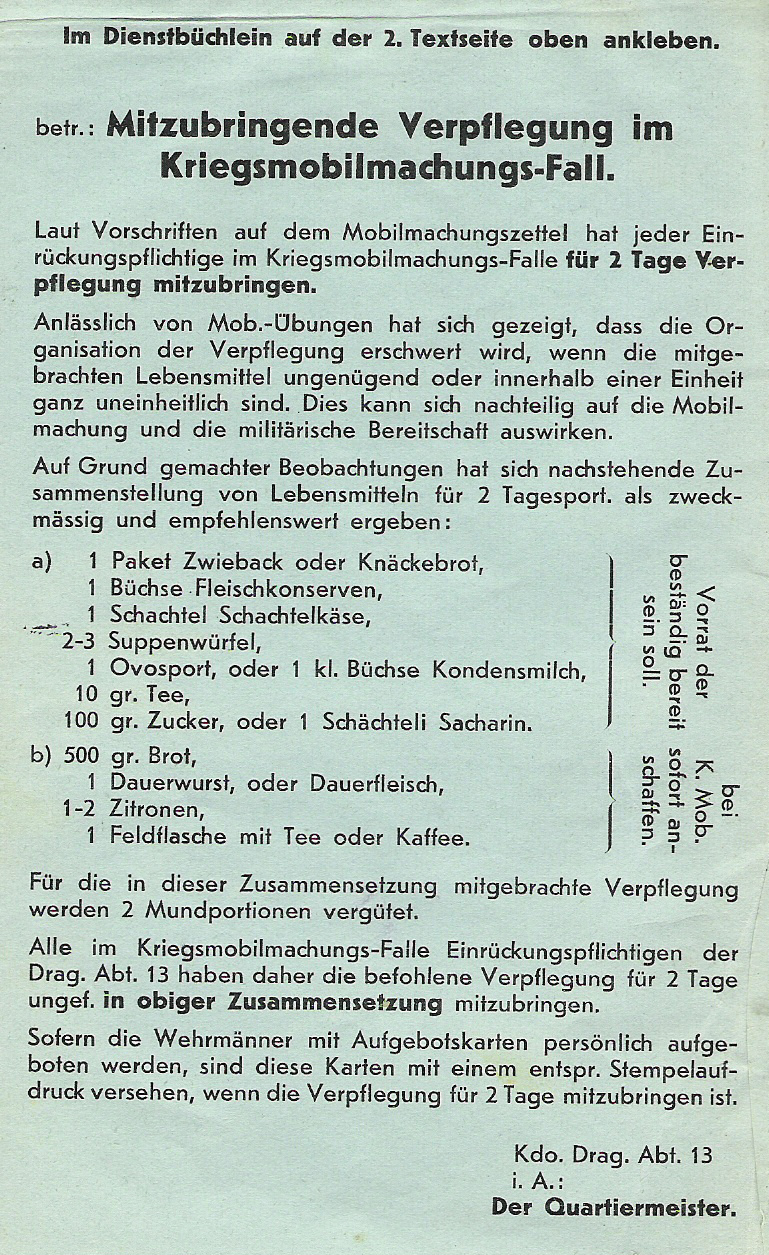
Merkblatt für die mitzubringende Verpflegung im Kriegsmobilmachungsfall

Die Seiten dieses Büchleins sind einheitlich beigebraun gehalten:
- Umschlagseite mit Familienname, Vorname und Matrikelnummer;
- Seiten 0 und 1 für das Einkleben von Mobilmachungszettel, Spezialaufgebotszettel oder Dispensationsbefehl sowie den Vorschriften für die Verpflegung und Ausrüstung bei Kriegsmobilmachung.
- Seite 2 mit Weisungen an den Inhaber des Dienstbüchleins
- Seite 3 mit Personalien (I.)
- Seite 4 über Prüfung der körperlichen Leistungsfähigkeit (II.; bei der Aushebung) sowie Sanitarische Untersuchungen (III.); inkl. Verfügungen der Sanitarischen Untersuchungskommission anlässlich der Aushebung: Stempel „Diensttauglich“, „Hilfsdiensttauglich“ oder „Untauglich“.
- Seite 5 mit späteren Befunden und Verfügungen von Untersuchungskommissionen
- Seite 6 mit Spezialuntersuchungen und Impfungen
- Seite 6a mit Verfügungen der Truppenärzte
- Seite 6b: Militärversicherung mit Liste der Spitalpflegetage als Militärpatient
- Seite 7 über Einteilung bei der Aushebung (IV.) mit Truppengattung, Aushebungsfunktion sowie Spätere Versetzungen und Besondere Ausbildungen
- Seite 8 mit den Einteilungen in Truppenkörpern oder Stäben (V.) sowie der Adresse des aktuellen Kommandanten
- Seite 9 mit Änderungen im Grad (VI.) sowie Auszeichnungen (VII.)
- Seiten 10/11 mit Allgemeinen Angaben zur Ausrüstung (VIII.; Erste Abgabe, nachträgliche Abgaben, Wiederausrüstungen sowie Rücknahme der vollständigen Ausrüstung oder von Teilen davon) – hier wird auch ein allfälliger Leihwaffen-Zettel eingeklebt.
- Seiten 12/13 Mannschaftsausrüstung mit detaillierter Auflistung aller zu fassenden Gegenstände
- Seiten 13a/13b Ersatz und Umtausch sowie Retablierung
- Seiten 14/14a Schuhwerk (Abgabe, Reparaturen und Schuhinspektionen)
- Seiten 15/15a Offiziersausrüstung
- Seiten 16–18 Reglemente und Karten
- Seite 19: Waffenkontrolle und gemeindeweise Ausrüstungs-Inspektion (X.; gegliedert nach Persönlicher Waffe und Leihwaffe)
- Seiten 20–27d: Dienstleistung oder Bezahlung des Militärpflichtersatzes (XI.; Platz für 122 Einträge)
- Seiten 28/29: Auslandurlaub (XII.; Erteilung, Erneuerung und Zurückmeldung)
- Seiten 30–33: Wohnort/Änderungen (XIII.; Abmeldung und Anmeldung)
- Die letzten beiden Seiten sind von weiteren Merkblättern, einem Einschubcouvert für die Militärische Identitätskarte, sowie der Postadresse des Meldepflichtigen belegt.

### Aufbau des neuen Dienstbüchleins
- Umschlagseite mit Familienname, Vorname und AHV-Nummer;
- braune Seiten mit Aushebungs-/ Rekrutierungsfunktion, Einteilung, Grad und/oder Funktion, besonderer Ausbildung, Auszeichnungen und Eintragungen über jede besuchte Dienstleistung wie beispielsweise Wiederholungskurse; Dienstleistungen welche im zivilen Ersatzdienst geleistet wurden, werden auf separaten Blättern lose ins Dienstbüchlein eingelegt.
- rote Seiten mit Eintragungen über gefasste Ausrüstung sowie persönliche Waffen (Sturmgewehr oder Pistole);
- blaue Seiten mit ärztlichen Daten, Impfungseintragungen und sportliche Leistungen bei der Rekrutierung;
- wiederum braune Seiten mit Wohnorteintragungen und Adressen des Inhabers.